# Бацова Махала
Ба́цова Махала́ (болг. Бацова махала) — село в Плевенській області Болгарії. Входить до складу общини Никопол.

## Населення
За даними перепису населення 2011 року у селі проживала 471 особа.
Національний склад населення села:
| Національність   | Кількість осіб | Відсоток |
| ---------------- | -------------- | -------- |
| болгари          | 351            | 95,4%    |
| турки            | 16             | 4,3%     |
| цигани           | 0              | 0%       |
| Всього відповіли | 368            |          |

Розподіл населення за віком у 2011 році:
Динаміка населення: